# Monanthotaxis pilosa
Monanthotaxis pilosa (Baill.) Verdc. – gatunek rośliny z rodziny flaszowcowatych (Annonaceae Juss.). Występuje endemicznie na Madagaskarze. 

## Morfologia
PokrójZimozielone i zdrewniałe liany. Młode pędy są owłosione.
LiścieMają owalny kształt. Mierzą 4,5–8 cm długości oraz 1,5–2 cm szerokości. Są owłosione od spodu. Nasada liścia jest od zaokrąglonej do prawie sercowatej. Blaszka liściowa jest o krótko spiczastym wierzchołku. Ogonek liściowy jest owłosiony i dorasta do 1–2 mm długości.
KwiatySą pojedyncze lub zebrane w pary, rozwijają się w kątach pędów. Mają jasnożółtą barwę. Działki kielicha mają prawie okrągły kształt, są lekko owłosione i dorastają do 1–2 mm długości. Płatki mają owalny lub prawie łyżeczkowaty kształt i osiągają do 3–4 mm długości, różnią się o siebie. Kwiaty mają 6–7 owocolistków o podłużnym kształcie.
OwocePojedyncze mają jajowaty kształt, zebrane po 4–7 w owoc zbiorowy. Są owłosione, prawie siedzące. Osiągają 8 mm długości i 3–4 mm szerokości.

## Biologia i ekologia
Rośnie w lasach.